# Kerestinec
 Kerestinec  (régi magyar neve Kereszt, vagy Keresztinácz) falu Horvátországban Zágráb megyében. Közigazgatásilag Sveta Nedeljához tartozik.

## Fekvése
Zágráb központjától 14 km-re délnyugatra, községközpontjától 4  km-re délkeletre, a Szamobori-hegység és a Szávamenti-síkság találkozásánál fekszik.

## Története
A település neve a magyar "kereszt" főnévből származik, melynek az az eredete hogy a kerestinesci Erdődy-birtokon egykor egy Szent Kereszt tiszteletére szentelt fakápolna állt. A termékeny völgyben fekvő birtokot még 1560-ban vásárolta Erdődy II. Péter korábbi birtokosától Heresinci Pétertől. Itt zajlott 1573. február 6-án a horvát parasztfelkelés döntő csatája, melyben az Alapi Gáspár bánhelyettes vezette nemesi sereg leverte a parasztsereget. 1575-ben Erdődy III. Péter új várkastély építésébe kezdett és székhelyét Oklics várából ide tette át. A 19. század elejétől birtokosai gyakran változtak. A településnek 1857-ben 220,  1910-ben 564 lakosa volt. Trianon előtt Zágráb vármegye Szamobori járásához tartozott. Várkastélya a második világháború során vált híressé, amikor az usztasák számos antifasiszta értelmiségit itt börtönöztek be. Amikor a foglyok rájöttek, hogy sorsuk megpecsételődött tömeges szökést kíséreltek meg. Az 1941 július 13-ról és 14-re virradó éjszakán  92 foglyot elfogtak vagy lelőttek, de 13-an sikeresen megszöktek. 2011-ben a falunak 1427 lakosa volt.

## Lakosság
| Lakosság változása | Lakosság változása | Lakosság változása | Lakosság változása | Lakosság változása | Lakosság változása | Lakosság változása | Lakosság változása | Lakosság változása | Lakosság változása | Lakosság változása | Lakosság változása | Lakosság változása | Lakosság változása | Lakosság változása | Lakosság változása |
| ------------------ | ------------------ | ------------------ | ------------------ | ------------------ | ------------------ | ------------------ | ------------------ | ------------------ | ------------------ | ------------------ | ------------------ | ------------------ | ------------------ | ------------------ | ------------------ |
| 1857               | 1869               | 1880               | 1890               | 1900               | 1910               | 1921               | 1931               | 1948               | 1953               | 1961               | 1971               | 1981               | 1991               | 2001               | 2011               |
| 220                | 266                | 285                | 421                | 453                | 564                | 579                | 661                | 636                | 695                | 770                | 847                | 949                | 1055               | 1199               | 1427               |

## Nevezetességei
Az Erdődy-várkastélyt 1575-ben kezdték építeni reneszánsz stílusban. A 18. és a 19. században átépítették, majd a 20. században alapjaiban megújították. Négyszög alaprajzú egyemeletes épület kerek saroktornyokkal és az udvari részen nyitott árkádokkal. A kastély körüli angolparkot és halastavat a 19. században alakították ki. Az 1880-as földrengés során eredeti négy saroktornya közül kettő leomlott. Később laktanyának használták, ma teljesen elhanyagolt állapotban áll.